# Гбур, Грегори
Грегори Дж. Гбур (родился 29 июня 1971 г.) — американский ученый-физик и писатель, специализирующийся на изучении классической теории когерентности в оптической физике. Профессор факультета физики и оптики Университета Северной Каролины в Шарлотте.

## Образование и карьера
Степень бакалавра физики получил в Чикагском университете (1993), степень магистра физики — в Рочестерском университете (1996). Там же получил докторскую степень (2001 г.) под руководством Эмиля Вольфа; тема диссертации «Неизлучающие источники и обратная задача об источниках».
Занимается исследованием связи сингулярной оптики с оптической теорией когерентности. Эта работа направлена на улучшение оптической связи в свободном пространстве. Также занимается изучением эффекта оптической невидимости и «плащей-невидимок». Изучал применение сингулярной оптики для создания сверхколебательных волн с целью получения изображений высокого разрешения.
В сентябре 2020 года принят в члены Оптического общества за «вклад в теорию когерентности, сингулярную оптику и пересечение этих дисциплин».

## История науки
Сохраняет активный интерес к истории науки. Основал и был одним из модераторов площадки блогов The Giant’s Shoulders, посвященной истории науки и существовавшей с 2008 по 2014 год. Ведет научно-популярный блог «Skulls in the Stars». Два его сообщения в этом блоге были включены в «лучшие научные онлайн-книги». Внес вклад в пособие по созданию научных блогов: «The Essential Guide».
Является автором статей в научных журналах, включая La Recherche, American Scientist и Optics and Photonics News.

## Хоррор-фикшн
Является автором научных предисловий к классическим фильмам ужасов, в том числе Broken Boy Джона Блэкберна , Nothing but the Night, The Flame and the Wind, Bury Him Darkly, The Face of the Lion, The Cyclops Goblet, and Our Lady of Pain и Devil in the Darkness Арчи Роя.

## Избранные публикации

### Книги
- (2011) Mathematical Methods for Optical Physics and Engineering, ISBN 0-521516-10-2
- (2016) Singular Optics (Series in Optics and Optoelectronics), ISBN 1-466580-77-1
- (2019) Falling Felines and Fundamental Physics, ISBN 0-300231-29-6

На русском
- Грегори Гбур. Загадка падающей кошки и фундаментальная физика. = Gregory G. Gbur. Falling Felines and Fundamental Physics. — М.: Альпина нон-фикшн, 2021. — 386 с. — ISBN 978-5-00139-265-1.

### Статьи
- G. Gbur, T.D. Visser and E. Wolf, «Anomalous behavior of spectra near phase singularities of focused waves», Phys. Rev. Lett. 88 (2002), 013901.
- G. Gbur and E. Wolf, «Spreading of partially coherent beams in random media», J. Opt. Soc. Am. A 19 (2002), 1592.
- H.F. Schouten, N. Kuzmin, G. Dubois, T.D. Visser, G. Gbur, P.F.A. Alkemade, H. Blok, G.W. 't Hooft, D. Lenstra and E.R. Eliel, «Plasmon-assisted two-slit transmission: Young’s experiment revisited», Phys. Rev. Lett. 94 (2005), 053901.
- C.H. Gan, G. Gbur and T.D. Visser, «Surface plasmons modulate the spatial coherence in Young’s interference experiment», Phys. Rev. Lett. 98 (2007), 043908.
- G. Gbur and R.K. Tyson, «Vortex beam propagation through atmospheric turbulence and topological charge conservation», J. Opt. Soc. Am. A 25 (2008), 225.

### Обзоры
- G. Gbur, «Nonradiating sources and other ‘invisible’ objects», in E. Wolf (Ed.), Prog. in Optics (Elsevier, Amsterdam, 2003).[21]
- G. Gbur and T.D. Visser, «The structure of partially coherent fields», in E. Wolf (Ed.), Prog. in Optics (Elsevier, Amsterdam, 2010).[22]
- G. Gbur, «Invisibility Physics: Past, Present, and Future», in E. Wolf (Ed.), Prog. in Optics (Elsevier, Amsterdam, 2013).[23]